# Ministerstwa w III Rzeczypospolitej
Ministerstwa w Rzeczypospolitej Polskiej – w rządzie Donalda Tuska istnieje 19 ministerstw (w nawiasach podane zostały obsługiwane działy administracji rządowej):
- Ministerstwo Aktywów Państwowych (aktywa państwowe; łączność)
- Ministerstwo Cyfryzacji (informatyzacja)
- Ministerstwo Edukacji Narodowej (oświata i wychowanie)[a]
- Ministerstwo Finansów (budżet; finanse publiczne; instytucje finansowe)[b]
- Ministerstwo Funduszy i Polityki Regionalnej (rozwój regionalny)
- Ministerstwo Infrastruktury (gospodarka morska; gospodarka wodna; transport; żegluga śródlądowa)
- Ministerstwo Klimatu i Środowiska (energia; klimat; środowisko)[c]
- Ministerstwo Kultury i Dziedzictwa Narodowego (kultura i ochrona dziedzictwa narodowego)
- Ministerstwo Nauki i Szkolnictwa Wyższego (szkolnictwo wyższe i nauka)
- Ministerstwo Obrony Narodowej (obrona narodowa)
- Ministerstwo Przemysłu (gospodarka surowcami energetycznymi)[d]
- Ministerstwo Rodziny, Pracy i Polityki Społecznej (praca; rodzina; zabezpieczenie społeczne)
- Ministerstwo Rolnictwa i Rozwoju Wsi (rolnictwo; rozwój wsi; rybołówstwo; rynki rolne)
- Ministerstwo Rozwoju i Technologii (budownictwo, planowanie i zagospodarowanie przestrzenne oraz mieszkalnictwo; gospodarka)[b]
- Ministerstwo Sportu i Turystyki (kultura fizyczna; turystyka)
- Ministerstwo Spraw Wewnętrznych i Administracji (administracja publiczna; sprawy wewnętrzne; wyznania religijne oraz mniejszości narodowe i etniczne)
- Ministerstwo Spraw Zagranicznych (członkostwo Rzeczypospolitej Polskiej w Unii Europejskiej; sprawy zagraniczne)
- Ministerstwo Sprawiedliwości (sprawiedliwość)
- Ministerstwo Zdrowia (zdrowie)

Ponadto status zbliżony do ministerstwa posiada Kancelaria Prezesa Rady Ministrów, obecnie odpowiedzialna m.in. za obsługę ministrów-członków Rady Ministrów.

## Historia zmian

### Ministerstwa w 1991
W związku z zachowaniem ciągłości z ustawodawstwem Polskiej Rzeczypospolitej Ludowej podczas transformacji ustrojowej, dokonanej w latach 1989–1991, utrzymane zostały dotychczasowe zasady organizacji naczelnych organów administracji państwowej. Urząd ministra i obsługujące go ministerstwo tworzone były za pomocą ustawy. Na tej podstawie Rada Ministrów wydawała rozporządzenie w sprawie szczegółowego zakresu działania ministra oraz rozporządzenie (początkowo uchwałę) w sprawie nadania ministerstwu statutu organizacyjnego.
Pod koniec 1991 r., po przeprowadzeniu pierwszych wolnych wyborów parlamentarnych, w Polsce funkcjonowały następujące ministerstwa i urzędy na prawach ministerstw:
- Ministerstwo Edukacji Narodowej
- Ministerstwo Finansów
- Ministerstwo Gospodarki Przestrzennej i Budownictwa
- Ministerstwo Kultury i Sztuki
- Ministerstwo Łączności
- Ministerstwo Obrony Narodowej
- Ministerstwo Ochrony Środowiska, Zasobów Naturalnych i Leśnictwa
- Ministerstwo Pracy i Polityki Socjalnej
- Ministerstwo Przekształceń Własnościowych
- Ministerstwo Przemysłu i Handlu
- Ministerstwo Rolnictwa i Gospodarki Żywnościowej
- Ministerstwo Spraw Wewnętrznych
- Ministerstwo Spraw Zagranicznych
- Ministerstwo Sprawiedliwości
- Ministerstwo Transportu i Gospodarki Morskiej
- Ministerstwo Współpracy Gospodarczej z Zagranicą
- Ministerstwo Zdrowia i Opieki Społecznej
- Centralny Urząd Planowania
- Urząd Komitetu Badań Naukowych
- Urząd Rady Ministrów.

### Reforma centrum administracji 1996–1997
Na mocy ustawy z 8 sierpnia 1996 r. weszły w życie ustawy z 21 czerwca 1996 r. i 8 sierpnia 1996 r. reformujące funkcjonowanie gospodarki i administracji publicznej:
- na mocy przepisów wchodzących w życie 1 października 1996 r.:
  - w miejsce Ministerstwa Przekształceń Własnościowych, a także po wydzieleniu zadań związanych ze Skarbem Państwa z innych ministerstw, urzędów centralnych i państwowych jednostek organizacyjnych utworzono Ministerstwo Skarbu Państwa[2],
  - utworzono Urząd Komitetu Integracji Europejskiej wykonujący zadania z zakresu obsługi Komitetu Integracji Europejskiej[3][e],
  - z Ministerstwa Spraw Wewnętrznych wydzielono Urząd Ochrony Państwa, który następnie przekazano pod bezpośredni nadzór Prezesa Rady Ministrów[4],
- na mocy przepisów wchodzących w życie 1 stycznia 1997 r.:
  - nową podstawę prawną otrzymało Ministerstwo Finansów[5],
  - w miejsce Ministerstwa Przemysłu i Handlu oraz Ministerstwa Współpracy Gospodarczej z Zagranicą, a także po wydzieleniu części zadań zlikwidowanego Centralnego Urzędu Planowania utworzono Ministerstwo Gospodarki[6],
  - w miejsce Ministerstwa Spraw Wewnętrznych, a także po wydzieleniu części zadań zlikwidowanego Urzędu Rady Ministrów oraz zlikwidowanego Ministerstwa Gospodarki Przestrzennej i Budownictwa (część jego zadań przejęły również dwa nowo utworzone urzędy centralne: Główny Urząd Geodezji i Kartografii[4] oraz Urząd Mieszkalnictwa i Rozwoju Miast[4]) utworzono Ministerstwo Spraw Wewnętrznych i Administracji[7],
  - w miejsce Centralnego Urzędu Planowania (część jego zadań przejęło nowo utworzone Ministerstwo Gospodarki) utworzono Rządowe Centrum Studiów Strategicznych[8],
  - w miejsce Urzędu Rady Ministrów (część jego zadań przejęło nowo utworzone Ministerstwo Spraw Wewnętrznych i Administracji) utworzona została Kancelaria Prezesa Rady Ministrów (struktura formalnie nie otrzymała rangi ministerstwa, powoływani są w niej jednak sekretarze i podsekretarze stanu, a jej statut jest nadawany zgodnie z zasadami organizacji ministerstw)[9].

Nowe zasady dotyczące organizacji administracji rządowej wprowadzone zostały ustawą z 8 sierpnia 1996 r. o Radzie Ministrów oraz ustawą z 4 września 1997 r. o działach administracji rządowej. Od tego czasu ministerstwo tworzy się za pomocą rozporządzenia Rady Ministrów. Szczegółowy zakres działania ministra jest ustalany w drodze rozporządzenia Prezesa Rady Ministrów, na jego podstawie ministrowie otrzymują upoważnienie do kierowania poszczególnymi działami (przepisy te stosowane są również wobec przewodniczących komitetów, którzy wchodzą w skład rządu). Statut ministerstwa nadawany jest w trybie zarządzenia (do 1 stycznia 2002 r. rozporządzenia) Prezesa Rady Ministrów.
Konstytucja RP z 1997 r. ustala nazwy dwóch obowiązkowo powoływanych członków Rady Ministrów, tj. Ministra Obrony Narodowej oraz Ministra Sprawiedliwości, toteż w ich przypadku w ustawach stosuje się wprost odpowiednie nazwy ministerstw, a nie pojęcia urzędu obsługującego ministra właściwego ds. obrony narodowej czy urzędu obsługującego ministra właściwego ds. sprawiedliwości. Ponadto ustawa Prawo o prokuraturze stanowi, iż godność Prokuratora Generalnego pełni z urzędu Minister Sprawiedliwości, niemniej w świetle Konstytucji są to osobne organy, obsługiwane również obecnie przez odrębne urzędy, odpowiednio przez Ministerstwo Sprawiedliwości oraz przez Prokuraturę Krajową, zaś wspomniana ustawa skutkuje jedynie ich unią personalną, bez zniesienia prawnej odrębności obydwu urzędów.

### Ministerstwa w 1999
1 kwietnia 1999 r. uchylone zostały uchwalone wcześniej akty prawne dotyczące organizacji naczelnych organów administracji rządowej (w drodze wyjątku zachowano niektóre artykuły odnoszące się do urzędów ministrów właściwych do spraw finansów publicznych, spraw Skarbu Państwa oraz spraw wewnętrznych). Jednocześnie wprowadzono zastrzeżenie, że ministrowie i podległe im ministerstwa działają zgodnie z dotychczasowymi przepisami do dnia wejścia w życie nowych podstaw prawnych. Ponadto w całości utrzymane zostały ustawy, na mocy których funkcjonowały następujące urzędy:
- Ministerstwo Obrony Narodowej[13]
- Urząd Komitetu Badań Naukowych[14]
- Urząd Komitetu Integracji Europejskiej[3]
- Rządowe Centrum Studiów Strategicznych[8]

18 października 1999 r. weszło w życie rozporządzenie Rady Ministrów z 12 października 1999 r., na mocy którego nową podstawę prawną otrzymało:
- Ministerstwo Spraw Wewnętrznych i Administracji[15]

10 listopada 1999 r. weszły w życie rozporządzenia Rady Ministrów z 26 października 1999 r., na mocy których utworzono:
- Ministerstwo Kultury i Dziedzictwa Narodowego[16][f]
- Ministerstwo Pracy i Polityki Społecznej[17][g]
- Ministerstwo Rolnictwa i Rozwoju Wsi[18][h]
- Ministerstwo Środowiska[19][i]
- Ministerstwo Zdrowia[20][j]

10 listopada 1999 r. weszły w życie rozporządzenia Rady Ministrów z 3 listopada 1999 r., na mocy których nowe podstawy prawne otrzymały:
- Ministerstwo Edukacji Narodowej[21]
- Ministerstwo Finansów[22]
- Ministerstwo Gospodarki[23]
- Ministerstwo Łączności[24]
- Ministerstwo Skarbu Państwa[25]
- Ministerstwo Spraw Zagranicznych[26]
- Ministerstwo Sprawiedliwości[27]
- Ministerstwo Transportu i Gospodarki Morskiej[28]

### Przekształcenia w kolejnych rządach od 1999

#### Rząd Jerzego Buzka
Na mocy rozporządzenia Rady Ministrów z 13 czerwca 2000 r. (wchodzącego w życie 21 czerwca 2000 r.) po wydzieleniu części komórek z Ministerstwa Gospodarki (do którego włączono również część komórek Ministerstwa Transportu i Gospodarki Morskiej) oraz z Ministerstwa Spraw Wewnętrznych i Administracji utworzono Ministerstwo Rozwoju Regionalnego i Budownictwa.
Na mocy rozporządzenia Rady Ministrów z 24 lipca 2001 r. (wchodzącego w życie dzień później) zlikwidowano Ministerstwo Łączności, a jego komórki włączono do Ministerstwa Gospodarki.

#### Rząd Leszka Millera
Na mocy rozporządzeń Rady Ministrów z 20 października 2001 r. (wchodzących w życie trzy dni później):
- w miejsce Ministerstwa Edukacji Narodowej utworzono Ministerstwo Edukacji Narodowej i Sportu[31],
- w miejsce Ministerstwa Transportu i Gospodarki Morskiej, a także po wydzieleniu części komórek z Ministerstwa Gospodarki oraz ze zlikwidowanego Ministerstwa Rozwoju Regionalnego i Budownictwa utworzono Ministerstwo Infrastruktury[32],
- w miejsce Ministerstwa Kultury i Dziedzictwa Narodowego utworzono Ministerstwo Kultury[33],
- zlikwidowano Ministerstwo Rozwoju Regionalnego i Budownictwa, a jego komórki włączono do Ministerstwa Gospodarki oraz do nowo utworzonego Ministerstwa Infrastruktury[34].

Na mocy ustawy z 21 grudnia 2001 r. z dniem 1 stycznia 2002 r. dokonano przekształcenia Rządowego Centrum Studiów Strategicznych, które utraciło rangę ministerstwa, stając się urzędem podległym Prezesowi Rady Ministrów.
Na mocy rozporządzenia Rady Ministrów z 7 stycznia 2003 r. (wchodzącego w życie dzień później) w miejsce Ministerstwa Gospodarki oraz Ministerstwa Pracy i Polityki Społecznej utworzono Ministerstwo Gospodarki, Pracy i Polityki Społecznej.
Na mocy ustawy z 10 stycznia 2003 r. oraz rozporządzenia Rady Ministrów z 18 marca 2003 r. (wchodzących w życie 1 kwietnia 2003 r.) w miejsce Urzędu Komitetu Badań Naukowych utworzono Ministerstwo Nauki i Informatyzacji.

#### Pierwszy rząd Marka Belki
Na mocy rozporządzeń Rady Ministrów z 2 maja 2004 r. (wchodzących w życie dwa dni później) w miejsce Ministerstwa Gospodarki, Pracy i Polityki Społecznej utworzono Ministerstwo Gospodarki i Pracy oraz Ministerstwo Polityki Społecznej.

#### Drugi rząd Marka Belki
Na mocy ustawy z 8 października 2004 r. z dniem 5 lutego 2005 r. zniesiono Komitet Badań Naukowych, a jego sprawy przekazano do zakresu działania ministra właściwego do spraw nauki (obsługiwanego wówczas przez Ministerstwo Nauki i Informatyzacji).
Na mocy rozporządzeń Rady Ministrów z 23 sierpnia 2005 r. (wchodzących w życie 1 września 2005 r.) w miejsce Ministerstwa Edukacji Narodowej i Sportu utworzono Ministerstwo Edukacji Narodowej oraz Ministerstwo Sportu.

#### Rząd Kazimierza Marcinkiewicza
Na mocy rozporządzeń Rady Ministrów z 31 października 2005 r. (obowiązujących od tego samego dnia):
- w miejsce Ministerstwa Edukacji Narodowej oraz Ministerstwa Nauki i Informatyzacji (część jego komórek włączono do Ministerstwa Spraw Wewnętrznych i Administracji[44]) utworzono Ministerstwo Edukacji i Nauki[45],
- w miejsce Ministerstwa Gospodarki i Pracy (część jego komórek włączono do nowo utworzonego Ministerstwa Pracy i Polityki Społecznej) utworzono Ministerstwo Gospodarki[46] oraz Ministerstwo Rozwoju Regionalnego[47],
- w miejsce Ministerstwa Kultury utworzono Ministerstwo Kultury i Dziedzictwa Narodowego[48],
- w miejsce Ministerstwa Polityki Społecznej, a także po wydzieleniu części komórek ze zlikwidowanego Ministerstwa Gospodarki i Pracy utworzono Ministerstwo Pracy i Polityki Społecznej[49],
- w miejsce Ministerstwa Infrastruktury utworzono Ministerstwo Transportu i Budownictwa[50].

Na mocy rozporządzeń Rady Ministrów z 5 maja 2006 r. (obowiązujących od tego samego dnia):
- w miejsce Ministerstwa Transportu i Budownictwa utworzono Ministerstwo Budownictwa[51], Ministerstwo Gospodarki Morskiej[52] oraz Ministerstwo Transportu[53],
- w miejsce Ministerstwa Edukacji i Nauki utworzono Ministerstwo Edukacji Narodowej[54] oraz Ministerstwo Nauki i Szkolnictwa Wyższego[55].

#### Rząd Jarosława Kaczyńskiego
Na mocy rozporządzenia Rady Ministrów z 24 lipca 2007 r. (obowiązującego od dnia poprzedniego) w miejsce Ministerstwa Sportu, a także po wydzieleniu części komórek z Ministerstwa Gospodarki utworzono Ministerstwo Sportu i Turystyki.

#### Pierwszy rząd Donalda Tuska
Na mocy rozporządzenia Rady Ministrów z 16 listopada 2007 r. (obowiązującego od tego samego dnia) w miejsce Ministerstwa Budownictwa, Ministerstwa Gospodarki Morskiej (część jego komórek włączono do Ministerstwa Rolnictwa i Rozwoju Wsi) oraz Ministerstwa Transportu utworzono Ministerstwo Infrastruktury.
Na mocy ustawy z 27 sierpnia 2009 r. z dniem 1 stycznia 2010 r. zniesiono Komitet Integracji Europejskiej (oraz zlikwidowano obsługujący go Urząd Komitetu Integracji Europejskiej), a jego sprawy przekazano do zakresu działania ministra właściwego do spraw członkostwa Rzeczypospolitej Polskiej w Unii Europejskiej (obsługiwanego wówczas przez Ministerstwo Spraw Zagranicznych).

#### Drugi rząd Donalda Tuska
Na mocy rozporządzeń Rady Ministrów z 21 listopada 2011 r. (obowiązujących od 18 listopada 2011 r.):
- po wydzieleniu części komórek ze zlikwidowanego Ministerstwa Infrastruktury oraz ze zlikwidowanego Ministerstwa Spraw Wewnętrznych i Administracji[59] utworzono Ministerstwo Administracji i Cyfryzacji[60],
- w miejsce Ministerstwa Spraw Wewnętrznych i Administracji (część jego komórek włączono do nowo utworzonego Ministerstwa Administracji i Cyfryzacji) utworzono Ministerstwo Spraw Wewnętrznych[61],
- w miejsce Ministerstwa Infrastruktury (część jego komórek włączono do nowo utworzonego Ministerstwa Administracji i Cyfryzacji) utworzono Ministerstwo Transportu, Budownictwa i Gospodarki Morskiej[62].

Na mocy rozporządzenia Rady Ministrów z 27 listopada 2013 r. (wchodzącego w życie tego samego dnia) w miejsce Ministerstwa Rozwoju Regionalnego oraz Ministerstwa Transportu, Budownictwa i Gospodarki Morskiej utworzono Ministerstwo Infrastruktury i Rozwoju.

#### Rząd Beaty Szydło
Na mocy rozporządzeń Rady Ministrów z 20 listopada 2015 r., 3 grudnia 2015 r. i 7 grudnia 2015 r. dokonano następujących przekształceń:
- na mocy przepisów obowiązujących od 16 listopada 2015 r.:
  - w miejsce Ministerstwa Administracji i Cyfryzacji (część jego komórek włączono do nowo utworzonego Ministerstwa Spraw Wewnętrznych i Administracji) utworzono Ministerstwo Cyfryzacji[64],
  - po wydzieleniu części komórek ze zlikwidowanego Ministerstwa Infrastruktury i Rozwoju oraz z Ministerstwa Rolnictwa i Rozwoju Wsi[65] utworzono Ministerstwo Gospodarki Morskiej i Żeglugi Śródlądowej[66],
  - po wydzieleniu części komórek ze zlikwidowanego Ministerstwa Infrastruktury i Rozwoju utworzono Ministerstwo Infrastruktury i Budownictwa[67],
  - w miejsce Ministerstwa Pracy i Polityki Społecznej utworzono Ministerstwo Rodziny, Pracy i Polityki Społecznej[68],
  - w miejsce Ministerstwa Gospodarki oraz Ministerstwa Infrastruktury i Rozwoju (część jego komórek włączono do nowo utworzonego Ministerstwa Gospodarki Morskiej i Żeglugi Śródlądowej oraz do nowo utworzonego Ministerstwa Infrastruktury i Budownictwa) utworzono Ministerstwo Rozwoju[69],
  - w miejsce Ministerstwa Spraw Wewnętrznych, a także po wydzieleniu części komórek ze zlikwidowanego Ministerstwa Administracji i Cyfryzacji utworzono Ministerstwo Spraw Wewnętrznych i Administracji[70],
- na mocy przepisów obowiązujących od 27 listopada 2015 r.:
  - po wydzieleniu części komórek z Ministerstwa Rozwoju[69] utworzono Ministerstwo Energii[71],
  - z Ministerstwa Infrastruktury i Budownictwa[67] wydzielono część komórek, które następnie włączono do Ministerstwa Gospodarki Morskiej i Żeglugi Śródlądowej[66],
  - z Ministerstwa Cyfryzacji[64] oraz z Ministerstwa Spraw Wewnętrznych i Administracji[72] wydzielono część komórek, które następnie włączono do Ministerstwa Infrastruktury i Budownictwa[67].

Na mocy ustawy z 16 grudnia 2016 r. z dniem 1 stycznia 2017 r. Ministerstwo Skarbu Państwa postawiono w stan likwidacji.

#### Pierwszy rząd Mateusza Morawieckiego
Na mocy rozporządzeń Rady Ministrów z 11 stycznia 2018 r. (obowiązujących od 9 stycznia 2018 r.):
- w miejsce Ministerstwa Rozwoju utworzono Ministerstwo Inwestycji i Rozwoju[74] oraz Ministerstwo Przedsiębiorczości i Technologii[75],
- z Ministerstwa Środowiska[76] wydzielono część komórek, które następnie włączono do Ministerstwa Gospodarki Morskiej i Żeglugi Śródlądowej[77].

Na mocy rozporządzeń Rady Ministrów z 23 stycznia 2018 r. (obowiązujących od dnia poprzedniego) w miejsce Ministerstwa Infrastruktury i Budownictwa (część jego komórek włączono do Ministerstwa Inwestycji i Rozwoju) utworzono Ministerstwo Infrastruktury.

#### Drugi rząd Mateusza Morawieckiego
Na mocy rozporządzeń Rady Ministrów z 19 listopada 2019 r. (obowiązujących od 15 listopada 2019 r.):
- w miejsce Ministerstwa Energii utworzono Ministerstwo Aktywów Państwowych[80],
- w miejsce Ministerstwa Inwestycji i Rozwoju (część jego komórek włączono do nowo utworzonego Ministerstwa Rozwoju) utworzono Ministerstwo Funduszy i Polityki Regionalnej[81],
- w miejsce Ministerstwa Środowiska utworzono Ministerstwo Klimatu[82],
- w miejsce Ministerstwa Przedsiębiorczości i Technologii, a także po wydzieleniu części komórek ze zlikwidowanego Ministerstwa Inwestycji i Rozwoju oraz ze zlikwidowanego Ministerstwa Sportu i Turystyki utworzono Ministerstwo Rozwoju[83],
- w miejsce Ministerstwa Sportu i Turystyki (część jego komórek włączono do nowo utworzonego Ministerstwa Rozwoju) utworzono Ministerstwo Sportu[84].

Na mocy rozporządzenia Rady Ministrów z 11 marca 2020 r. (obowiązującego od 5 marca 2020 r.) z Ministerstwa Spraw Zagranicznych wydzielono część komórek, które następnie włączono do Kancelarii Prezesa Rady Ministrów.
Na mocy rozporządzeń Rady Ministrów z 20 marca 2020 r. (wchodzących w życie dzień później):
- po wydzieleniu części komórek z Ministerstwa Klimatu[o] utworzono Ministerstwo Środowiska[86].
- z Ministerstwa Aktywów Państwowych[87] wydzielono część komórek, które następnie włączono do Ministerstwa Klimatu[88].

Na mocy rozporządzeń Rady Ministrów z 7 października 2020 r. (obowiązujących od dnia poprzedniego):
- w miejsce Ministerstwa Klimatu oraz Ministerstwa Środowiska[89], a także po wydzieleniu części komórek ze zlikwidowanego Ministerstwa Gospodarki Morskiej i Żeglugi Śródlądowej utworzono Ministerstwo Klimatu i Środowiska[90],
- w miejsce Ministerstwa Rodziny, Pracy i Polityki Społecznej (część jego komórek włączono do nowo utworzonego Ministerstwa Rozwoju, Pracy i Technologii) utworzono Ministerstwo Rodziny i Polityki Społecznej[91],
- w miejsce Ministerstwa Rozwoju, a także po wydzieleniu części komórek ze zlikwidowanego Ministerstwa Rodziny, Pracy i Polityki Społecznej utworzono Ministerstwo Rozwoju, Pracy i Technologii[92],
- zlikwidowano Ministerstwo Cyfryzacji, a jego komórki włączono do Kancelarii Prezesa Rady Ministrów[93],
- zlikwidowano Ministerstwo Gospodarki Morskiej i Żeglugi Śródlądowej[94], a jego komórki włączono do Ministerstwa Infrastruktury[95] oraz do nowo utworzonego Ministerstwa Klimatu i Środowiska[90].

Na mocy rozporządzeń Rady Ministrów z 9 października 2020 r. (obowiązujących od dnia poprzedniego) z Ministerstwa Infrastruktury wydzielono część komórek, które następnie włączono do Ministerstwa Aktywów Państwowych.
Na mocy rozporządzeń Rady Ministrów z 29 października 2020 r. (wchodzących w życie cztery dni później) z Ministerstwa Infrastruktury wydzielono część komórek, które następnie włączono do Ministerstwa Rolnictwa i Rozwoju Wsi.
Na mocy rozporządzeń Rady Ministrów z 10 listopada 2020 r. (wchodzących w życie trzy dni później) z Ministerstwa Klimatu i Środowiska wydzielono część komórek, które następnie włączono do Ministerstwa Infrastruktury.
Na mocy rozporządzenia Rady Ministrów z 17 grudnia 2020 r. (wchodzącego w życie 1 stycznia 2021 r.) w miejsce Ministerstwa Edukacji Narodowej oraz Ministerstwa Nauki i Szkolnictwa Wyższego utworzono Ministerstwo Edukacji i Nauki.
Na mocy rozporządzeń Rady Ministrów z 10 lutego 2021 r. (wchodzących w życie 1 marca 2021 r.) w miejsce Ministerstwa Kultury i Dziedzictwa Narodowego oraz Ministerstwa Sportu utworzono Ministerstwo Kultury, Dziedzictwa Narodowego i Sportu.
Na mocy rozporządzeń Rady Ministrów z 12 sierpnia 2021 r. (wchodzących w życie tego samego dnia) w miejsce Ministerstwa Rozwoju, Pracy i Technologii (część jego komórek włączono do Ministerstwa Rodziny i Polityki Społecznej) utworzono Ministerstwo Rozwoju i Technologii.
Na mocy rozporządzeń Rady Ministrów z 25 października 2021 r. (wchodzących w życie dzień później) w miejsce Ministerstwa Kultury, Dziedzictwa Narodowego i Sportu utworzono Ministerstwo Kultury i Dziedzictwa Narodowego oraz Ministerstwo Sportu.
Na mocy rozporządzeń Rady Ministrów z 27 października 2021 r. (obowiązujących od dnia poprzedniego) w miejsce Ministerstwa Sportu, a także po wydzieleniu części komórek z Ministerstwa Rozwoju i Technologii utworzono Ministerstwo Sportu i Turystyki.
Na mocy rozporządzenia Rady Ministrów z 20 kwietnia 2023 r. (wchodzącego w życie 1 maja 2023 r.) po wydzieleniu części komórek z Kancelarii Prezesa Rady Ministrów utworzono Ministerstwo Cyfryzacji.

#### Trzeci rząd Donalda Tuska
Na mocy rozporządzenia Rady Ministrów z 16 grudnia 2023 r. (obowiązującego od 13 grudnia 2023 r.) w miejsce Ministerstwa Rodziny i Polityki Społecznej utworzono Ministerstwo Rodziny, Pracy i Polityki Społecznej.
Na mocy rozporządzeń Rady Ministrów z 16 grudnia 2023 r. (wchodzących w życie 1 stycznia 2024 r.) w miejsce Ministerstwa Edukacji i Nauki utworzono Ministerstwo Edukacji Narodowej oraz Ministerstwo Nauki i Szkolnictwa Wyższego.
Na mocy rozporządzenia Rady Ministrów z 20 lutego 2024 r. (wchodzącego w życie 1 marca 2024 r.) po wydzieleniu części komórek z Ministerstwa Aktywów Państwowych utworzono Ministerstwo Przemysłu.
Na mocy rozporządzenia Rady Ministrów z 5 sierpnia 2025 r. (obowiązującego od 24 lipca 2025 r.) z Kancelarii Prezesa Rady Ministrów wydzielono część komórek, które następnie włączono do Ministerstwa Spraw Zagranicznych.